# Falsomesosella ochreomarmorata
Falsomesosella ochreomarmorata là một loài bọ cánh cứng trong họ Cerambycidae.